# BFC
BFC – polski zespół muzyczny wykonujący disco polo, istniejący od 1992 do 2017 roku.

## Historia zespołu
Zespół "BFC" powstał w 1992 roku z inicjatywy Artura Kaszy, Marka Fergińskiego i Marka Dąbrowskiego. Zespół wykonywał muzykę disco polo po zmianie swojego stylu muzycznego z muzyki rockowej.
W swojej dyskografii zespół ma 5 albumów i liczne przeboje, w tym m.in.: „Jak zmienić świat”, „Wspomienia z wakacji”, „Powiedz mi”, „Beata”, „Zostań ze mną”, „Ciągle pada”, „Nie odchodź”, „Nie, nie, nie”, „My w blasku świec” czy „Twoje myśli”. Nagrał również piosenki z innymi wykonawcami, takie jak m.in. „Co ty na to” (w duecie z zespołem Exel).
W listopadzie 2017 roku zespół "BFC" zakończył działalność.

## Dyskografia

### Albumy
| Tytuł               | Rok  | Certyfikat | Sprzedaż |
| ------------------- | ---- | ---------- | -------- |
| Inny świat          | 1992 |            |          |
| Tacy jak my         | 1993 |            |          |
| Tajemnicze marzenia | 1995 |            |          |
| W świecie zdarzeń   | 1997 |            |          |
| Zagubiony           | 2000 |            |          |

### Single
| "My w blasku świec"          | 2011 | — | 31 |  |  |
| "—" singel nie był notowany. |      |   |    |  |  |